# Peking-Oper

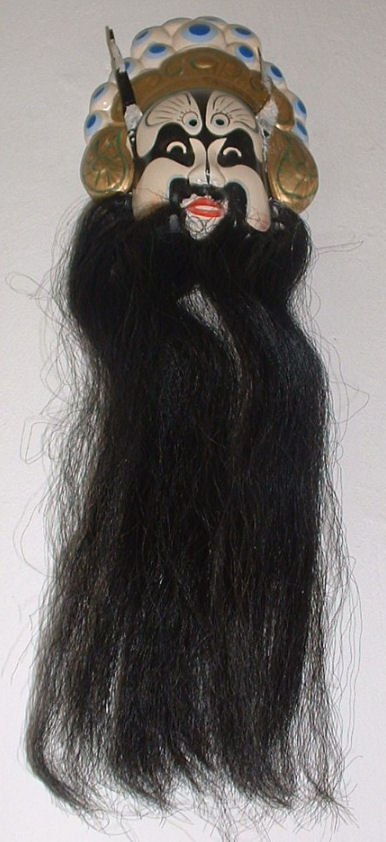
Maske der Pekingoper

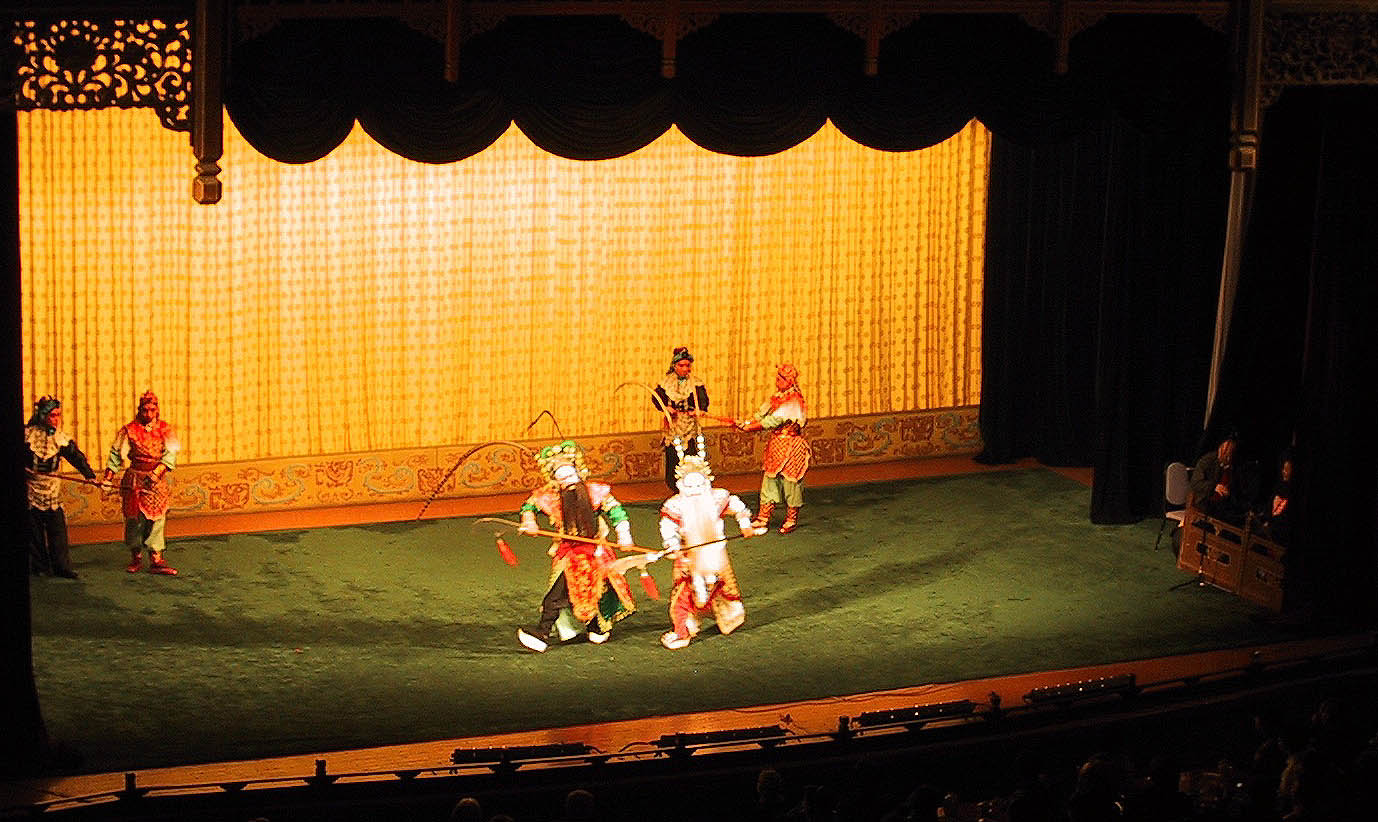
Aufführung einer Pekingoper

Die Peking-Oper (chinesisch 京劇 / 京剧, Pinyin Jīngjù) ist eine Form der chinesischen Oper. Sie vermischt viele künstlerische Elemente, so Singen, Tanzen, Akrobatik, darstellendes Spiel und Kampfkunst. Die Bühnenausstattung ist betont spärlich – ursprünglich besteht sie aus einem Tisch und zwei Stühlen. Im Allgemeinen arbeitet die Peking-Oper eher mit symbolischen als mit rein ästhetischen Mitteln. Im Gegensatz zu anderen Formen der chinesischen Oper handelt es sich nicht um eine regionale Spielart der Oper, sondern sie wird in ganz China von Theatergruppen aufgeführt.
2010 wurde die Peking-Oper in die Repräsentative Liste des immateriellen Kulturerbes der Menschheit der UNESCO aufgenommen.

## Geschichte
Trotz des Namens ist die Peking-Oper nicht in Peking entstanden, sondern in den Provinzen Anhui, Hubei und Shaanxi. 1790 entdeckten kaiserliche Inspektoren Nachwuchsdarsteller, die in den Provinzen auf Tournee durch die Dörfer gingen. Sie luden die Künstler in die Hauptstadt ein. Auf dem 80. Geburtstag des Kaisers Qianlong erzielte die Kunstform große Erfolge. Die erfolgreichsten Theatergruppen blieben in der Hauptstadt, um den Hof zu unterhalten. Die Peking-Oper wurde so populär, dass Händler den Dorffamilien ihre Kinder abkaufen, um sie den Theatergruppen und Opernschulen als neue auszubildende Künstler weiter zu verkaufen. Manche Opern dauerten mehrere Tage und gingen über mehr als 100 Akte. Die Oper Shengping baofa (Precious Raft to a Peaceful World) besteht aus 240 Akten. Die Peking-Oper wechselte oft ihr Repertoire, um der Zensur wegen unmoralischen oder subversiven Charakters zu entgehen.
Ein bekannter Künstler jener Zeit war Cheng Changgeng. Er wurde 1811 in Anhui geboren und von seinem Onkel in der Kunst des Dramas ausgebildet. Seine berühmteste Rolle war die des Wu Zixu. Sein Erfolg war so groß, dass Kaiser Xianfeng ihn mit dem Rang eines hohen Beamten auszeichnete. Cheng Changgeng wurde Mitglied und später Intendant einer der vier größten Theatergruppen: die San-Qing-Gruppe („Dreifaches Glück“). 1880 starb er und sein Ensemble zerfiel.
1900 ging mit dem Boxeraufstand die erste große Ära der Peking-Oper zu Ende. Erst in den 1920er Jahren wurde die Peking-Oper durch Mei Lanfang (1894–1961) neu belebt, bis sie während des Zweiten Japanisch-Chinesischen Krieges 1937–1945 wieder von der Bildfläche verschwand. Nach der Gründung der Volksrepublik China 1949 wurde sie abermals wieder belebt. Versuchsweise wurden auch Themen des modernen Lebens in die Vorführungen mit eingebunden, was sich bis in die 1930er Jahre zurückverfolgen lässt.
Zur Zeit der Kulturrevolution (1966–1976) waren alle traditionellen Peking-Opern verboten und nur acht, nach politischen Vorgaben neu konzipierte Opern wurden aufgeführt. Kaiser, Könige, Generäle und Kanzler, Gelehrte und Schönheiten wurden von der Bühne verbannt, an ihre Stelle traten Arbeiter, Bauern und Soldaten, die zu Helden stilisiert wurden und als Vorbilder für das Volk dienen sollten. Diese konnten natürlich nicht mit den traditionellen Kostümen und der traditionellen Schminktechnik dargestellt werden. Auch die Musik, die Instrumente, der Gesang, und der Tanz wurden dem neuen Bild Chinas angepasst.
Nach der Kulturrevolution erholte sich die Peking-Oper Schritt für Schritt wieder. Die traditionellen Stücke werden seitdem wieder gespielt und fortentwickelt. Dennoch scheint sie insoweit in einer Krise zu stecken, als das Publikum immer älter wird und die meisten jungen Chinesen sich nicht mehr für sie interessieren. Dennoch existieren bis heute mehr als 30 unterschiedliche Schulen, in denen auch Kinder bereits für die Peking-Oper ausgebildet werden.

## Formen und Inhalte
Die Peking-Oper vereint eine Vielzahl von Künsten. Gesang, Instrumentalspiel, Schauspiel, Pantomime, Tanz, Akrobatik und Kampftechniken werden auf der Bühne gezeigt. Diese bunte Mischung hat ihren Ursprung in den verschiedenen Lokalopern. Nicht in jeder Peking-Oper werden alle dieser Künste auch gezeigt. Sie sind je nach Sujet in ihrer Gewichtung unterschiedlich.
Die Sujets der traditionellen Peking-Opern können in drei Kategorien unterteilt werden. Den wichtigsten Platz nehmen Mythen ein. Ihre Darstellung besteht häufig aus akrobatischen Kampfszenen. Außerdem werden Geschichten aus prähistorischer Zeit bis in die Ming (1368–1644)- und Qing (1644–1911)-Dynastie dargestellt.
Die Mythen, Sagen und alten Geschichten, die den meisten Peking-Opern zugrunde liegen, sind in China allgemein bekannt, wie in deutschsprachigen Ländern etwa Grimms Märchen. In ihnen spielen Kaiser und ihre Mätressen, Könige, Generäle, Minister, Frauen und Töchter reicher Familien und Jünglinge die Hauptrollen, aber auch überirdische Wesen, wie Götter und Geister, spielen wichtige Rollen. Oft werden ethische Werte ausgedrückt, wie zum Beispiel Ehrfurcht vor den Eltern und Liebe zum Vaterland, aber auch Freundschaft und Liebe sind häufige Themen.
Da viele der Geschichten sehr lang und dem Publikum wohlbekannt sind, wird bei einer Vorstellung selten eine ganze Oper gezeigt. Meistens wird ein Potpourri mit verschiedenen Szenen aus verschiedenen Opern geboten, damit die Vorstellung abwechslungsreich wird. Die Form entstand im Laufe der Jahrhunderte in den verschiedenen Lokalopern, bevor es die Peking-Oper gab. Seitdem hat sie sich nur wenig verändert. Aufführungen, die sich an ein westliches Publikum richten, sind mit einer Länge von 60 bis 90 Minuten stark gekürzt, um sich den Gewohnheiten der Touristen anzupassen.

## Bühne und Requisiten
Ihren Ursprung hat die Architektur der Peking-Oper in den Teehäusern. Hier gab es zum Teetrinken ein Unterhaltungsprogramm. Das Eintrittsgeld war im Preis für den Tee enthalten. Noch heute wird im Parkett an Tischen gesessen und es werden Tee und Knabbereien gereicht. Im Allgemeinen geht es ungezwungener zu, als in einem europäischen Theatersaal. Das Publikum kann zu jeder Zeit seine Meinung zur Darstellung mit Applaus und Rufen kundtun.
Das Bühnenbild der Peking-Oper ist spärlich ausgestattet. Das Orchester sitzt an einer Seite der Bühne, die hintere Wand der Bühne ist mit einem reich dekorierten Vorhang geschmückt. Auf der Bühne stehen meist nur ein Tisch und zwei Stühle. Das Weitere ist der Vorstellung überlassen, und es ist an den Schauspielern, anhand von einigen Requisiten und Pantomime alles darüber hinaus darzustellen. Auch wird mit verschiedenen Symbolen gearbeitet, um unterschiedliche Situationen darzustellen. Steht der Tisch in der Mitte der Bühne und die Stühle stehen an beiden Seiten daneben, so zeigt das an, dass die Szene im Innern eines Hauses stattfindet. Steht einer der beiden Stühle an Bühnenein- oder -ausgang, dann symbolisiert das, dass die Szene außerhalb eines Gebäudes oder eines Zeltes gespielt wird. Auch können die Stühle zum Beispiel Berge darstellen. Steigt ein Darsteller darüber, bedeutet das, dass er gerade einen Berg überquert.
Zu den Requisiten gehören künstliche Waffen aller Art, zum Beispiel Speere, Messer, Breitschwerter und Hammer. Außerdem werden beispielsweise Paddel benutzt, um eine Bootsfahrt anzudeuten und Reitpeitschen, um Reiter darzustellen. Zudem werden verschiedene Fahnen verwendet. Um zum Beispiel das Meer darzustellen, gibt es eine Fahne mit Wellenmuster. Eine schwarze Fahne bedeutet Sturm; gelbe Fahnen, auf die ein Rad gemalt sind, symbolisieren einen Wagen. Um den Symbolen mehr Ausdruck zu verleihen, unterstützen die Darsteller sie mit bestimmten Gesten. Je nach wie der Darsteller steht und die Reitpeitschen in der Hand hält, kann beispielsweise dargestellt werden, ob er gerade reitet, das Pferd besteigt, von ihm absteigt, oder ob er es führt. Die Verwendung der vielen Symbole erschwert es Laien, der Handlung zu folgen.

## Mimik und Gestik
Wie bereits im vorangegangenen Abschnitt erwähnt, nehmen Mimik und Gestik in der Peking-Oper eine zentrale Rolle ein. Sie sind hoch stilisiert und zumeist nur von eingeweihtem Publikum zu verstehen. Unterschieden werden die Gesten in Hand-, Ärmel- und Armgesten. Weiterer Körperausdruck kommt durch die Hüft-, Bein- und Fußbewegung hinzu. Alles gemeinsam wird in bestimmten Tänzen vereint. Der Qiba kann zum Beispiel ausdrücken, wie sich Generäle für einen Feldzug bereit machen. Das Öffnen und Schließen einer Tür wird vielleicht nur durch Gesten dargestellt, da sich auf Grund der wenigen Requisiten keine reale Tür auf der Bühne befindet.

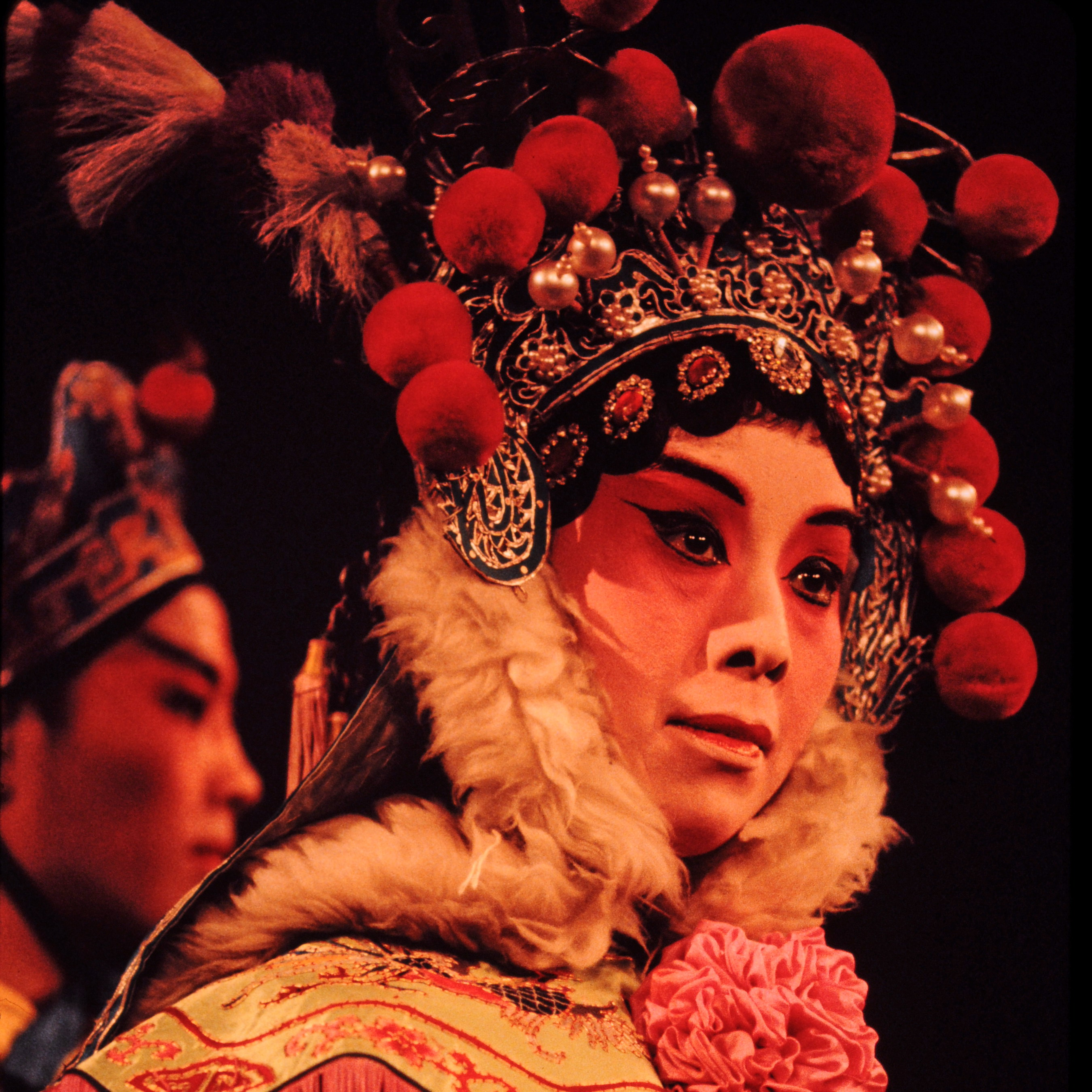
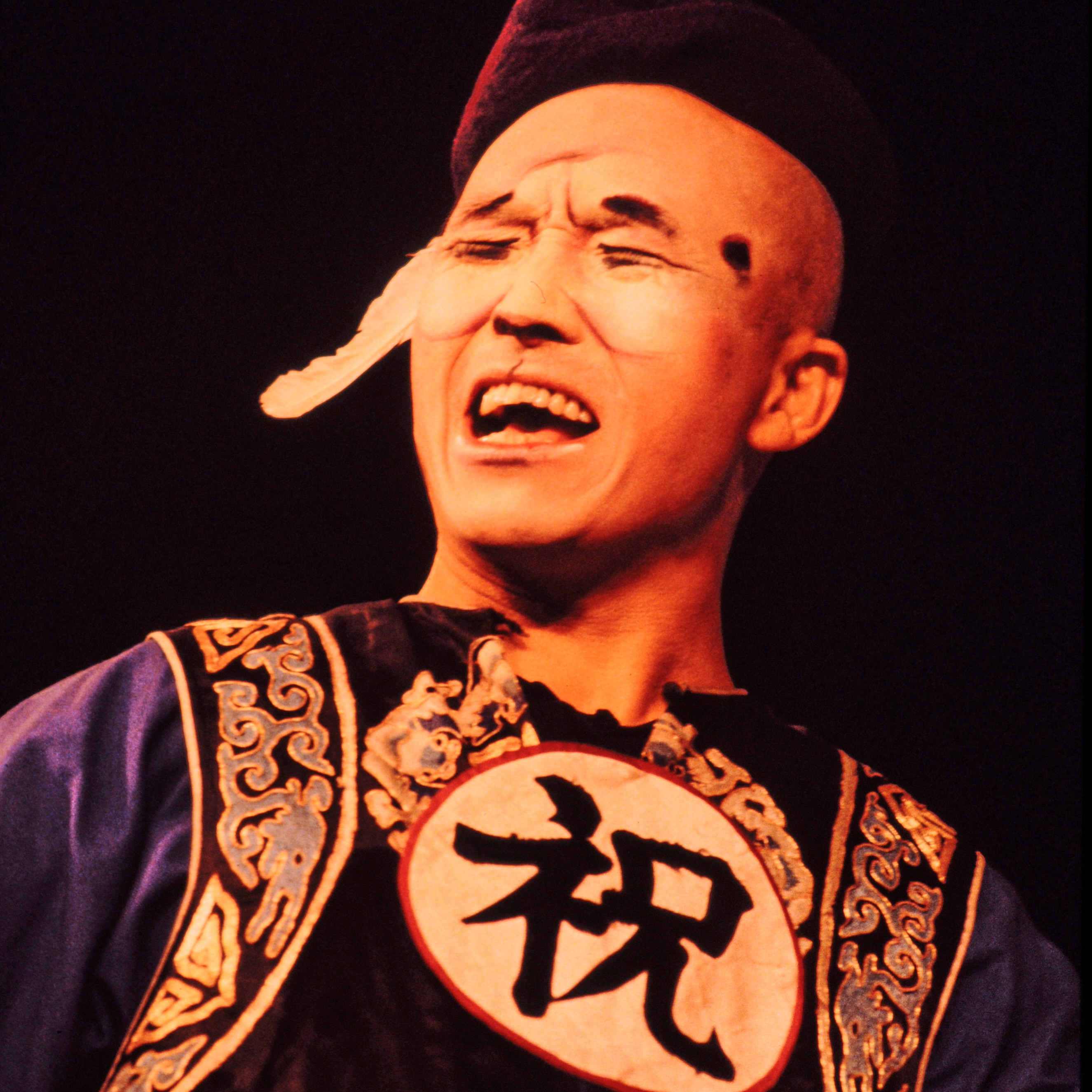
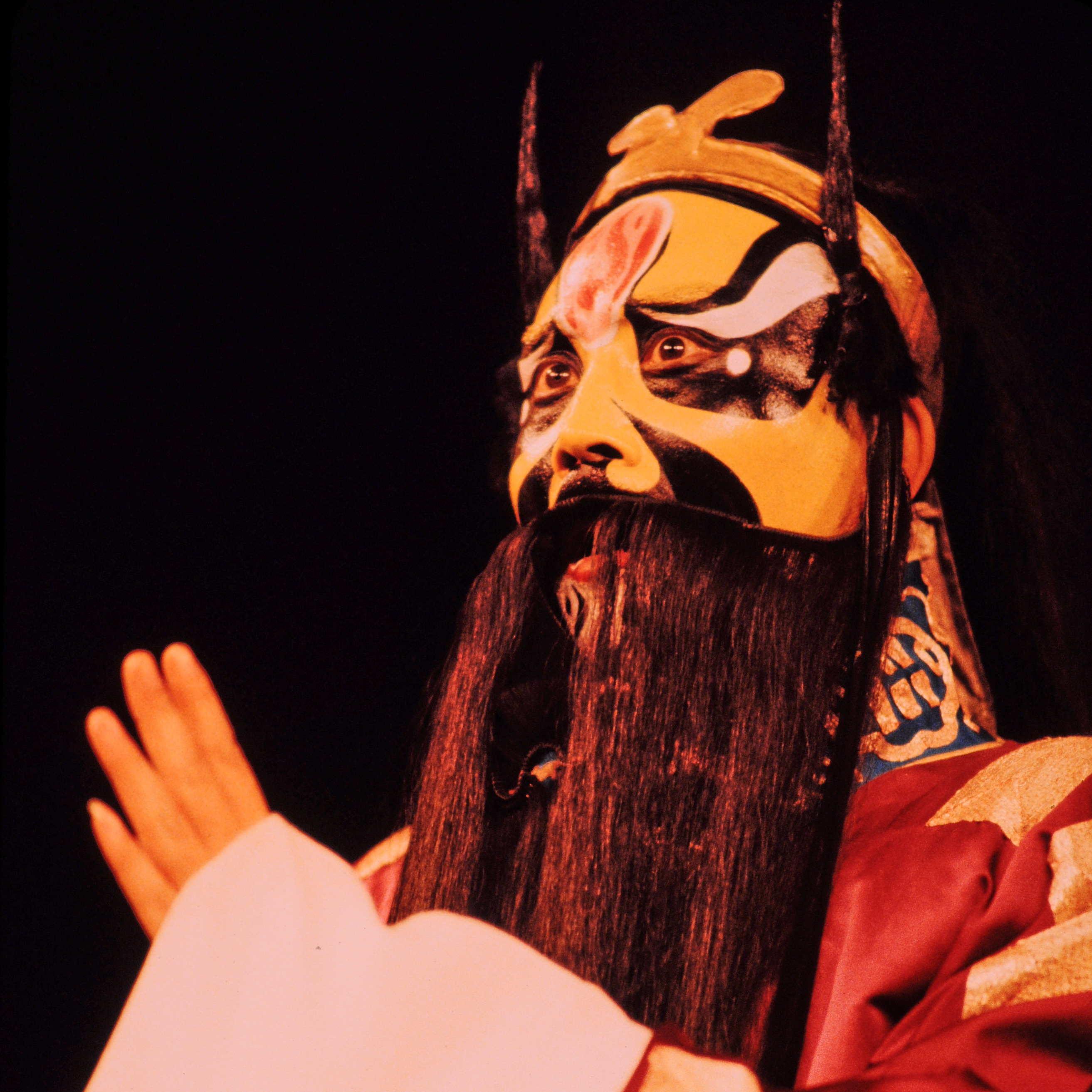
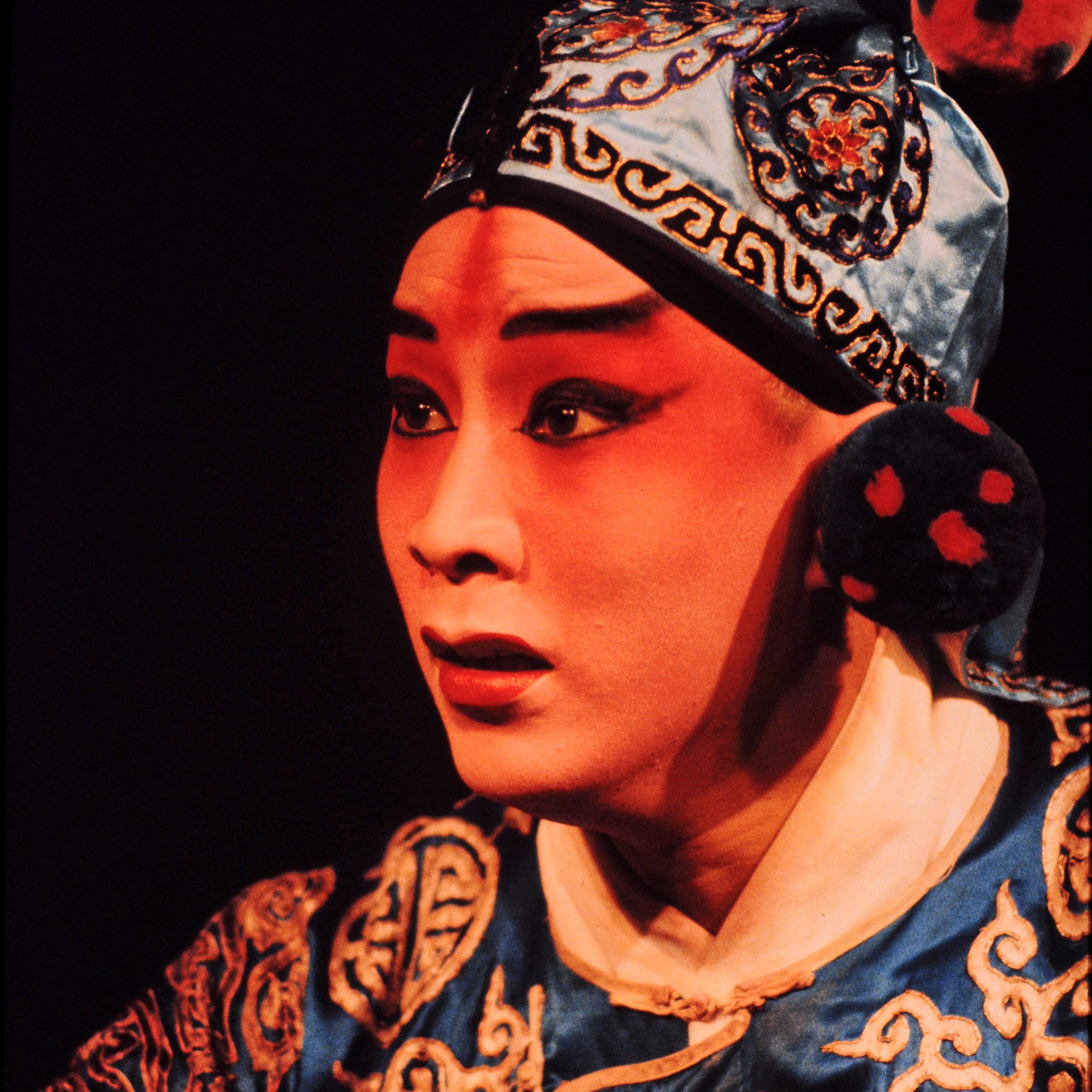

Die Gesten müssen nicht immer in Verbindung mit Tanz vorkommen. Auch einzeln oder zusammen mit der Mimik können sie dem Ausdruck eines Darstellers Qualität verleihen. Auch die Beziehungen zwischen Personen werden anhand von Mimik und Gestik ausgedrückt. Kalvodova gibt ein Beispiel für den Ausdruck von Abneigung gegen eine Person, die aus der Szene verbannt werden soll: „Beschreibe mit der Hand einen Kreis und schleudere den Ärmel heftig gegen die Person, die du vertreiben willst. Blicke sie zornig an und wende dann den Kopf ab, zum Zeichen, dass du keinerlei Gemeinschaft mit ihr wünschst.“ Dies ist auch ein Beispiel für eine der vielen Ärmelgesten, die mit dem Wasserärmel (Shui Xiu) ausgeführt werden. Viele der Kostüme haben lange, weiße Seidenärmel. Sie verleihen dem Träger mehr Grazie. Außerdem können mit ihnen viele unterschiedliche Gesten ausgeführt werden.
Gestik und Mimik müssen von den Peking-Oper Darstellern bis zur Vervollkommnung immer wieder geübt werden. Die Rollen oder Charaktere unterscheiden sich stark, deshalb werden die Darsteller in bestimmte Fächer eingeteilt. Übertreibung spielt eine besondere Rolle.

## Rollentypen

Aufführung an der Opernschule Taipeh

Grundlegend für die Peking-Oper sind stilisierte und stark umrissene Rollen auf Grundlage der Tradition. Ein Schauspieler wird für nur einen Rollentyp ausgebildet und versucht, ihn während seiner langen Ausbildungszeit von etwa zehn Jahren zu vervollkommnen. Jeder Rollentyp hat neben Gestik und Mimik eine bestimmte Stimmfärbung, Körperhaltung und Gangart.
Die vier wichtigsten Rollen sind:
- Shēng (生, männliche Hauptrolle)
- Dàn (旦, weibliche Hauptrolle)
- Jìng (净, temperamentvolle Rolle mit bemaltem Gesicht, das der Rolle entspricht)
- Chǒu (丑, Clown)

Die Namen der Rollen drücken Gegensätzliches aus: Shēng bedeutet „seltsam“ oder „selten“, tatsächlich aber stellt diese Rolle jemanden sehr Bekannten dar. Dàn bedeutet „Morgen“ oder „männlich“, der Charakter ist jedoch weiblich. Jìng bedeutet „sauber“. Aber die Schminke macht einen unsauberen, wenn auch farbigen Eindruck. Chǒu steht für den Ochsen, der phlegmatisch und ruhig ist. Der Clown-Charakter dagegen ist aufgedreht, redselig und hektisch.
Die vier Rollentypen können noch weiter untergliedert werden:
- Shēng: Lǎo Shēng (alter Mann), Xiǎo Shēng (junger Mann) und Wǔ Shēng (Militär).
- Dàn: Qíng Yì („Schwarzes Kleid“, tugendhafte Frau, anmutig und elegant, selbst aus ärmlichen Verhältnissen. So eine Rolle wird mit viel Gesang und wenig Bewegung dargestellt),Lǎo Dàn (alte Frau), Huā Dàn (junge Frau, lebhaft und lustig, meist Mädchen aus einfachen Verhältnissen oder Dienstmädchen) sowie Wǔ Dàn (in der Kriegskunst bewanderte Frau).
- Jìng: Tong Chui („großes bemaltes Gesicht“, eine Rolle mit Schwerpunkt auf dem Gesang), Jia Zi („zweites bemaltes Gesicht“, eine Rolle mit Schwerpunkt auf der Gestik) und Wǔ Jìng (Militär mit bemaltem Gesicht, Rollen mit Schwerpunkt auf Kampf und Akrobatik). Die Farben, mit denen die Gesichter bemalt sind, geben dem Publikum Hinweise auf den betreffenden Charakter.
- Chǒu: Wén Chǒu (zivile komische Rolle) und Wǔ Chǒu (militärische komische Rolle).

Auch diese Unterkategorien können noch weiter untergliedert werden, zum Beispiel Wǔ Shēng in Lǎo Wǔ Shēng (alter Krieger) und Xiǎo Wǔ Shēng (junger Krieger). Die Typen unterscheiden sich durch Kostüme und Masken, die symbolhaften Charakter haben.
Früher wurden auch die Frauenrollen von Männern gespielt. Diese Tradition stirbt aber immer mehr aus. Zwar gibt es noch einige männliche Dàns, aber sie klagen häufig über mangelnde Aufträge, weil das chinesische Publikum inzwischen lieber Frauen in den Frauenrollen sieht. Frauen dagegen haben zuweilen auch Männerrollen gespielt, wobei nun auch das inzwischen selten zu sehen ist.

## Musik und Sprechart
Schlaginstrumente kündigen den Beginn der Oper an. Danach betritt ein Schauspieler die Bühne und trägt einen Vierzeiler vor. Dann beginnt das Stück mit einem Wechsel aus Arien, Rezitativen (das „gedehnte Wort“) und – je nach Stück – Tanz, Akrobatik und Kampfkunst.
Musikinstrumente:
- Erhu und Jinghu (zweisaitige Röhrenspießgeigen der Huqin-Familie)
- Sanxian (dreisaitige Langhalslaute)
- Yueqin (viersaitige Mondlaute)
- Suona (Kegeloboe)
- Gu (Trommeln), verschiedene Arten von Luo (Gongs), Glocken, Becken und Paarbecken, ein Schlagstab Paiban als Taktgeber

Einen Dirigenten gibt es nicht. Der Schlagwerker mit der Rahmentrommel Bangu dirigiert das Orchester, ansonsten entfalten sich die Fertigkeiten der Musiker, wie die der Darsteller, im Zusammenspiel auf der Basis von festgelegten Formen mit vielen Ornamenten. Höhepunkte der musikalischen Handlung werden von drängend durchgeschlagenen 16teln des Schlagwerks begleitet, die im Verlauf zum Teil in rhythmische Motive, parallel zu den Handlungen der Darsteller zerfallen, ohne dabei ihre Spannung zu verlieren. Ritardandi und Accelerandi sind hier üblich. Das 16tel-Spiel wird zuweilen unvermittelt eine Zeit lang immer wieder aufgenommen. Auftritte und Abgänge werden, wie die Pantomimen, akzentuiert. Die verwendeten Becken verfügen, aufgrund einer speziellen Anschlagstechnik, über die Charakteristik von Glissandi aufwärts und abwärts, die einem Dopplereffekt zu verdanken sind. Gesangspassagen werden von Streich- oder Blasinstrumenten begleitet, wobei im Verlauf vorher präsentierter, gesprochener Text ausgeführt wird. Die Charaktere werden, wenn sie sich zu Beginn einer Oper vorstellen, ebenso wie die rhythmisch gesprochenen Dialoge, musikalisch nicht begleitet. Dramaturgie und Affektrepräsentationen sind Hauptanliegen auch der Musik. Die Nähe zur gesprochenen Sprache drückt sich in den ungenauen Tonhöhen aus, die Stimmen orientieren sich an Amateurstimmen und Stimmen aus dem Volk und überzeichnen die Rollen. Amateurmusiker sind in China als Interpreten von Rollen der Peking-Oper gefragt. Jede Rolle verfügt über einen speziellen Gesangsstil. Konventioneller Gesang und Falsett kommen gleichermaßen zum Zuge. Rezitative beziehen sich auf die Geschichte, Gesangspassagen transportieren Gefühle. Der Gesang wird inbezug auf die Texte, auch in Gegenüberstellung, oft verfremdend eingesetzt, die Prosodie auch in den gesprochenen Passagen dem Rhythmus angepasst. Die Dialoge werden, wo sie nicht freistehen, vom Schlagwerk zwischendurch kommentiert. Die Musiker rekrutieren sich zum Teil aus Darstellern, die sich nicht für Rollen qualifizieren konnten. Die Musik ist strikt pentatonisch. Dramaturgische Effekte zur Unterstützung der Spannungsbögen werden gerne genutzt. Nahezu repetitive Motivgestaltungen auf dem jeweiligen Grundton, besonders während der akrobatischen Vorführungen, vertiefen die Hörerfahrungen immer wieder ins nahezu Hypnotische. Zur Begleitung der Gesangspassagen werden die Instrumente halbwegs parallel zum Gesang gehalten.